# 16441 Kirchner
16441 Kirchner (1989 EF6) là một tiểu hành tinh vành đai chính được phát hiện ngày 7 tháng 3 năm 1989 bởi F. Borngen ở Tautenburg.